# Bernat d'Alta-riba
Bernat d'Alta-riba o Bernat d'Altarriba, (? - +1270?) Cavaller Templer català del llinatge dels Alta-riba i lloctinent del Maestre del Temple de Catalunya i Aragó. Comanador de Gardeny, Tortosa, Miravet, Montsó, Cantavella i Horta.